# 名鉄DB6形ディーゼル機関車
名鉄DB6形ディーゼル機関車（めいてつDB6がたディーゼルきかんしゃ）は、かつて名古屋鉄道で運用されたディーゼル機関車である。1両（6）のみ存在した。

## 概要
1955年（昭和30年）、加藤製作所が製造した小型のディーゼル機関車である。
車両の車籍は名古屋鉄道であったが、所有権は日本通運にあった。
主に愛知県営側線、築港線で運用されていたが、1965年（昭和40年）に愛知県営側線が名古屋臨海鉄道になったさい、多くの名古屋鉄道のディーゼル機関車が名古屋臨海鉄道が移ったが、DB6形は東名古屋港駅の東洋レーヨン専用線で使用するために、そのまま名古屋鉄道に残っている。
1970年（昭和45年）9月に廃車。その後は国鉄中央本線新守山駅のアサヒビール名古屋工場側線で使用されたという。